# بارنارد الیوت بی جونیور
بارنارد الیوت بی جونیور (انگلیسی: Barnard Elliott Bee Jr.; ۸ فوریهٔ ۱۸۲۴ – ۲۲ ژوئیهٔ ۱۸۶۱) فرد نظامی اهل ایالات متحده آمریکا بود.